# بخش کانن، شهرستان کیتسون، مینه سوتا
بخش کانن (به انگلیسی: Cannon Township) یک منطقهٔ مسکونی در ایالات متحده آمریکا است که در شهرستان کیتسان، مینه‌سوتا واقع شده‌است.
 بخش کانن ۹۲٫۶ کیلومتر مربع مساحت و ۲۲ نفر جمعیت دارد و ۳۰۴ متر بالاتر از سطح دریا واقع شده‌است.